# Michalīs Dōrizas
Michalīs Dōrizas (in greco Μιχάλης Δώριζας?; Istanbul, 16 aprile 1886 – Filadelfia, 21 ottobre 1957) è stato un giavellottista, discobolo e pesista greco.

## Biografia
Nel 1906 fu medaglia di bronzo nel lancio della pietra ai Giochi olimpici intermedi ad Atene, dove prese parte anche alle gare del lancio del disco e lancio del disco stile greco, arrivando in entrambe in finale.
Nel 1908 prese parte ai Giochi olimpici di Londra conquistando la medaglia d'argento nel lancio del giavellotto e ottenendo la qualificazione alla finale del getto del peso, lancio del disco e lancio del disco stile greco.
Quella del 1912 fu la sua ultima Olimpiade: si piazzò undicesimo nel getto del peso e tredicesimo nel lancio del disco.
Nel 1914 si trasferì negli Stati Uniti.

## Palmarès
| Anno | Manifestazione            | Sede      | Evento                              | Risultato | Prestazione | Note |
| ---- | ------------------------- | --------- | ----------------------------------- | --------- | ----------- | ---- |
| 1906 | Giochi olimpici intermedi | Atene     | Lancio della pietra                 | Bronzo    | 18,585 m    |      |
| 1906 | Giochi olimpici intermedi | Atene     | Lancio del disco                    | finale    | n/d         |      |
| 1906 | Giochi olimpici intermedi | Atene     | Lancio del disco stile greco        | finale    | n/d         |      |
| 1908 | Giochi olimpici           | Londra    | Getto del peso                      | finale    | n/d         |      |
| 1908 | Giochi olimpici           | Londra    | Lancio del disco                    | finale    | n/d         |      |
| 1908 | Giochi olimpici           | Londra    | Lancio del disco stile greco        | 5º        | 33,34 m     |      |
| 1908 | Giochi olimpici           | Londra    | Lancio del giavellotto stile libero | Argento   | 51,36 m     |      |
| 1912 | Giochi olimpici           | Stoccolma | Getto del peso                      | 11º       | 12,05 m     |      |
| 1912 | Giochi olimpici           | Stoccolma | Lancio del disco                    | 13º       | 39,28 m     |      |